# Македонский, Павел Павлович
Павел Павлович Македонский (1863 — 1905) — русский морской офицер, капитан 2-го ранга, флагманский минный офицер 2-й Тихоокеанской эскадры, погибший во время Цусимского сражения.
Из дворянского (княжеского) рода. Старший брат А. П. Македонского, старшего офицера ЭБР «Князь Суворов», также погибшего в Цусимском бою.

## Биография
- 1883—1886 — В заграничном плавании на клипере «Опричник».
- 1890 — Окончил Морскую академию. Лейтенант.
- Декабрь 1892 — Представил в ГМШ докладную записку, в которой пытался осмыслить состояние отечественного миноносного судостроения. Эта записка, имевшая шансы стать «переломным документом в развитии отечественного миноносного судостроения» была в основном проигнорирована[1].
- 1893 — Окончил Минный офицерский класс. Ушел в заграничное плавание на миноносце «Сескар».
- 1893—1894 — В заграничном плавании на учебном корабле «Генерал-Адмирал».
- 1896 — Окончил академический курс военно-морских наук. Назначен на крейсер «Африка».
- 1898 — Командирован в США в качестве старшего офицера строящегося броненосца «Ретвизан».
- Октябрь 1903 — Командир миноносца «Пронзительный».
- 1 января 1904 — капитан 2-го ранга.
- Март 1904 — Командир канонерской лодки «Мина».
- Июль 1904 — Флагманский минный офицер 2-й Тихоокеанской эскадры.